# 월-E
《월-E》(영어: WALL-E)는 2008년 픽사가 제작한 컴퓨터 그래픽 SF 애니메이션 영화이다. 이 애니메이션은 미래의 두 로봇의 로맨스를 다루고 있으며, 제일 먼저 미국과 캐나다에서 2008년 6월 27일에 개봉되었다. 대한민국에서는 2008년 7월 31일에 개봉될 예정이었다가 《미이라 3》가 7월 24일에서 7월 31일로 개봉이 연기되면서 8월 6일로 연기되어 개봉했다. 필름자막, 필름더빙, 디지털자막, 디지털더빙 총 네 종류로 상영되었다.
감독은 아카데미상을 수상한 《니모를 찾아서》를 만들었던 앤드루 스탠턴이다. 영화에 등장하는 많은 캐릭터들은 사람의 소리를 내지 않지만, 벤 버트가 만들어낸 소리를 통해 의사소통한다. 월-E는 "Waste Allocation Load Lifter - Earth class"(지구 폐기물 수거·처리용 로봇)의 약자이다.
《월-E》는 27~29일 미국 전역 3천 992개 스크린에서 6천 250만 달러의 수익금을 거둬들였다. 이는 경쟁작 드림웍스의 《쿵푸 팬더》 개봉 수입금을 앞선다.
이 영화를 바탕으로 다양한 상품도 출시되었는데, THQ에서 게임을 제작했고, 기타 출판사에서는 소설판도 출시했다.

## 줄거리
디즈니 제작책임자인 존 레세터의 프레젠테이션에 따르면:
| “ | 먼 미래, 월-E는 지구 마지막 작은 로봇의 이야기이다. 그는 로봇이고 그는 청소를 돕도록 프로그래밍되어 있다. 여러분이 보듯이, 이것은 미래에 맞춰져 있다. 소비자중심주의를 거치면서 과격하고 검증되지 않은 소비자검증주의는 지구를 쓰레기로 뒤덮었다. 청소하기 위해서 인간들은 지구를 떠나면서 지구가 다시 살기 좋은 곳으로 만들기 위해 수백만의 이러한 작은 로봇들을 풀어놓았다. 그런데 청소 프로그램은 단 로봇 한 대를 남기고 모두 실패한다. 그리고 그는 지구에 홀로 남게 된다. 그는 자신이 어떻게 멈출 수 있는지 모른다. 그러나 이것은 공상 과학 이야기가 아니다. 이것은 사랑 이야기이다. 왜냐하면, 여러분은 월-E가 지구의 마지막 생육을 복원하기 위해 내려온, 호기심 많고 작은 월-E를 집어간 이브와 사랑에 빠지게 된다. 그는 이브와 완전히 사랑에 빠지게 된다. | ” |

## 등장인물&성우
- 월-E(WALL-E, Waste Allocation Load Lifter - Earth Class)

성우:벤 버트/류다무현
이 영화의 주인공, 가상의 회사 바이 앤 라지(Buy N Large)가 개발한 돌아다니면서 쓰레기를 모아 압축하는 로봇들 중 마지막 로봇. 이브를 만나 짝사랑하게 된다. 참고로 월-E가 태양광 전지를 충전한 후에 나는 소리는 애플 매킨토시의 시동음이다. 이름은 주인공 로봇만의 이름이 아니라 일종의 모델명이다.
- 모(M-O, Microbe-Obliterator)

성우:벤 버트/서문석
이 로봇은 우주선에 들어오는 모든 로봇의 외부 오염 물질을 청소하는 역할을 맡는다.
청소로봇이기에 결벽증같은 모습도 보인다.
- 이브(EVE, Extraterrestrial Vegetation Evaluator)

성우:앨리사 나이트/김서영
매끄럽고 인체 공학적으로 설계된 이 탐사 로봇의 주 임무는 지구에 사람이 살기 적합한지 판단하기 위해 식물을 찾는 것이다. 이 로봇에는 스캐너와 오른쪽 팔에 플라즈마 캐논이 장착되어 있다. 이 로봇은 애플 아이팟의 영향을 받아 그려졌다.
- B. 맥크리(B. McCrea)

성우:제프 가린/유해무
거대 우주선 엑시엄의 선장. 지구에 대해서 자세히 알게 된 후 우주선을 지구로 귀환시키기로 결심한다.
- 오토(AUTO)

성우:애플 매킨토시에 내장된 문자를 소리로 읽어주는 보이스오버의 전신인 매킨토크가 사용됨
/시영준
악역으로, 2001 스페이스 오디세이의 HAL9000을 연상시키는 한 개의 빨간 눈이 있으며, 지구 귀환 프로젝트인 '작전 A-113'이 BnL CEO 셸비 포스라이트에 의해 취소됨에 따라 이브가 발견한 식물을 없애려고 한다.
- 존(John)

성우:존 라첸버거/서문석
우주선 엑시엄의 주민이자 월-E와 처음으로 직접 대면하게 된다. 나중에 메리와 만나며 친해지게 된다.
- 메리(Mary)

성우:캐시 나지미
우주선 엑시엄의 주민.극중 초반에 월-E를 만났다. 나중에 존을 만나며 친해지게 된다.
- 셸비 포스라이트(Shelby Forthright)

배우:프레드 윌러드
가상의 기업 "바이 앤 라지(BnL)"의 CEO. 지구가 쓰레기로 뒤덮이자 인간들을 5년 계획 우주 크루즈 항해를 보내버리고 월-E들을 동원해 지구 대청소 작전을 펼치나, 작업이 실패하게 되자 그도 우주로 떠나면서 오토파일럿(오토)에게 지구로 귀환하지 말라는 메시지를 남긴다. 프레드 윌러드는 이 영화에서 유일하게 등장하는 실사 인물이다.픽사 최초로 등장한 실사 인물.
그외
- 엑시엄의 컴퓨터 목소리 -시고니 위버

## 반응
월-E는 픽사 역사 상 가장 계몽적인 영화다.— 씨네21 김혜리

씨네21의 김혜리는 《월-E》가 과학기술의 폐해를 다루면서도 그로인한 치유와 회복까지 다루었다고 했다. 영화에서는 과학기술로 인해 황폐화된 지구를 떠난 인간들이 점점 안락한 생활에 적응하면서 점점 살이 찌고 전자 화면에만 몰입하는 모습으로 변한 것에서 과학기술의 폐해를 볼 수 있고, 그럼에도 불구하고 월-E와 이브같은 로봇들로 인해 다시 지구로 돌아가게 되는 것을 통해 치유와 회복을 엿볼 수 있다.
영화에서 주인공 월-E를 통해 느낄 수 있는 순수함을 보는 재미도 있다. 월-E는 다른 로봇들과 다르게 지구의 쓰레기를 치우는 일을 하면서 그 중에 섞인 신기한 물건들을 수집하는 취미가 있다. 그의 아지트에는 옛날 영화가 담긴 비디오테잎, 더 이상 쓰이지 않는 백열전구, 월-E가 직접 들어있던 반지는 버리고 남은 반지 케이스, 큐브 퍼즐 등 미래 세계와는 어울리지 않는 오래된 물건들이 많다. 또한 픽사는 로봇임에도 불구하고 캐릭터의 감정표현에 신경을 써서 관객들로 하여금 기계에 대해 친숙함을 느낄 수 있게 했다.
영화 시작 전에 픽사가 추가한 단편 <프레스토> 와 끝난 후의 엔딩 크레딧을 보는 것도 재미있는 일이다. 엔딩 크레딧을 통해 생명을 되찾고 점점 회복되어가는 지구의 모습을 다양한 화풍으로 보는 재미가 있다.

## 트리비아
- 우주선인 액시엄(Axiom)이 뜻하는 바는 '공리'이다. 공리란 논리적인 증명을 하지 않고 단순히 주어지거나 가정한 것으로, 우주선 내의 사람들 또는 기계들의 모습과 유사성이 있다.[3]

## 사운드트랙
- 월-E의 사운드트랙은 2008년 6월 24일 발매되었다. 토머스 뉴먼이 작곡했다. 피터 가브리엘과 마이클 크로포드의 노래도 선보인다.
- 월-E가 태양광으로 배터리충전을 완료한 후 애플 컴퓨터의 부팅음이 나온다. (9분50초)

## DVD & 블루레이
2008년 11월 18일에 1번 코드(북미)와 3번 코드를 사용하는 지역에 DVD와 블루레이 디스크로 발매되었으며, 같은 달 24일에 2번 코드를 사용하는 지역에도 발매되었다. 한정판에는 삭제된 장면들, 감독의 오디오 코멘터리, 본 영화 상영 전 상영한 단편 《프레스토》, 새 단편 《번-E(BURN-E)》, 애니메이션 사운드 디자인, 다큐멘터리 《픽사 단편 애니(Pixar shorts)》가 포함되어 있다.

## 같이 보기
- 로봇 (2005년 영화)
- 마스 큐브 원